# Березуйские князья
Березуйские — угасший княжеский род, ветвь князей Фоминских, от Юрия Святославича и его сына Константина Фоминского и Березуйского. Род внесён в Бархатную книгу.

## История
Березуйское княжество было одним из уделов, выделившимся из Смоленского княжества. Первоначально оно входило в состав Фоминско-Березуйского княжества. В нём правили представители одной из ветвей Смоленских князей. Родословие этой ветви выводят от Константина Давыдовича (ум. 1217), сына смоленского князя Давыда Ростиславича. Родословные показывают у Константина Давыдовича сына Юрия, а у того сыновей Юрия и Константина. 
Фоминско-Березуйские князья находились в зависимости от великих князей Московских. В 1340 году в походе на Смоленск принимал участие Фёдор Константинович Красный (умер в 1387), князь Фоминский и Березуйский, старший из сыновей Константина Юрьевича. Предположительно он управлял Фоминским и Березуйским княжеством совместно с братьями. В 1370 году упоминается князь Василий Иванович Березуйский, который был воеводой на Волоке в 1370 году. Согласно летописям, он был убит, когда ожидал на мосту близ Волока литовского князя Ольгерда, а некий литвин незаметно пробрался под мост и оттуда пронзил воеводу сулицей. Точное происхождение Василия Ивановича Березуйского не упоминается. Но в Успенском синодике после поминания убитых при взятии в 1382 году Москвы ордынцами упоминается «Иван Дмитриевич, сын его Иван и брат его Василий Березуйский». Последний отождествляется с Василием Ивановичем Березуйским. Также в летописях упоминаются двое сыновей Василия — Григорий и Иван.

## Список князей Березуйских
- Юрий Константинович, князь Фоминский, Березуйский и Ржевский
- Константин Юрьевич, князь Фоминский и Березуйский
- Фёдор Константинович Красный (ок. 1300 — 5 марта 1387), князь Фоминский и Березуйский
- Фёдор Константинович Средний, князь Фоминский и Березуйский
- Фёдор Константинович Меньшой, князь Фоминский и Березуйский, князь Ржевский с 1315
- Василий Иванович (ум. 6 ноября 1370), князь Березуйский